# 三浦勝之
三浦 勝之（みうら かつゆき、1988年8月26日 - ）は、日本の男性声優。石川県出身。アトミックモンキー所属。

## 略歴
元々はアニメが好きだったことから、中学・高校時代に声優業を知ったが、クラスで「いい声だね」と言われたことから、「声を活かせる仕事はなんだろう」と考え、以前から興味があった声優と思ったことがきっかけだったという。きっかけの作品に『機動戦艦ナデシコ』を挙げている。学生の頃『機動戦艦ナデシコ』のビデオをレンタルしていた時に特典映像のキャストのインタビューを見て職業としての声優を知り、 色々調べていくうちに「キャラクターに声を当てたい」と強く思うようになったという。
アトミックモンキー声優・演技研究所第5期卒業生。
声優事務所アトミックモンキー所属、ほぼ同期のアトモン第7世代4人を『Atomic7』（岩崎諒太 , 三浦勝之 , 高橋信 , 田中文哉）2020/9〜ツイキャス配信
2022年ツイキャス 『三浦勝之』開設。
2023年Twitch 『miuniitv』開設。

## 人物
趣味・特技は手芸。方言は石川弁。
尊敬する声優は同じ事務所に所属していた杉田智和で後に所属することになるアトミックモンキーに「入りたい」と思うきっかけでもあり、原動力になっている人物でもある。

## 出演
太字はメインキャラクター。

### テレビアニメ
2014年
- 東京喰種トーキョーグール（ウェイター）

2015年
- デス・パレード（刑事B）

2016年
- DRIFTERS（エルフ）

2017年
- 3月のライオン（同級生、棋士3）- 2シリーズ
- SHADOW OF LAFFANDOR ラファンドール国物語 〜FANTASY PICTURE STORY〜（テディ）

2018年
- こみっくがーるず（翼の兄）

2019年
- Fate/Grand Order -絶対魔獣戦線バビロニア-（ウルク兵士）

2020年
- ランウェイで笑って（遠のパタンナーB）
- とある科学の超電磁砲T（真桑）
- 白猫プロジェクト ZERO CHRONICLE（ヴァルアス）
- エタニティ 〜深夜の濡恋ちゃんねる♡〜（ディーター・アウグスト・キタヤマ、氷野須王） - 通常版
- アイドリッシュセブン Second BEAT!（アナウンス）

2021年
- Re:ゼロから始める異世界生活（オットーの父親）
- 86-エイティシックス-（男性）
- イジらないで、長瀞さん（男子）
- スライム倒して300年、知らないうちにレベルMAXになってました（村人C）
- SDガンダムワールド ヒーローズ（佐助デルタガンダム）

2022年
- ありふれた職業で世界最強 2nd season（中野信治）
- 古見さんは、コミュ症です。（成瀬詩守斗）
- 盾の勇者の成り上がり（レイブル国減退牢獄の兵士B）
- ダンジョンに出会いを求めるのは間違っているだろうかIV 新章 迷宮篇（男神）
- ドラえもん（テレビ朝日版第2期）（運転手）
- ぼっち・ざ・ろっく!（吉田銀次郎、男性、妄想の店員）

2023年
- スキップとローファー（タッちゃん、男性教師、ナレーション、高遠）
- Helck（チュパブラ）
- SYNDUALITY Noir（2023年 - 2024年、ディーボ） - 2シリーズ

2024年
- 悪役令嬢レベル99 〜私は裏ボスですが魔王ではありません〜（イアン）
- 異修羅（黄都兵）
- 俺だけレベルアップな件（ハンター）
- 怪獣8号（警備の隊員、隊員）
- 転生したら第七王子だったので、気ままに魔術を極めます（ビル）
- 名探偵コナン（警官）
- 小市民シリーズ（高田）

2025年
- 魔法使いの約束（ラスティカ）

### 劇場アニメ
- 遊☆戯☆王 THE DARK SIDE OF DIMENSIONS（2016年）
- 魔女見習いをさがして（2020年、街の人々）
- 機動戦士ガンダムSEED FREEDOM（2024年）
- 数分間のエールを（2024年、バンドマン）

### Webアニメ
- ライジングインパクト（2024年、男性客C）

### ゲーム
2013年
- ブランチ☆パニック!（サラリーマン）

2014年
- 喋る！海賊ファンタジア（西の海賊王アゼル、ホワイトデー・ギリアム）
- 白猫プロジェクト（2014年 - 2015年、ヴァルアス、クライヴ・ローウェル、デューイ・マックスウェル、ザッハトルテ、ダークティーチャー）
- マブラヴ オルタネイティヴ トータル・イクリプス（田上忠通） - PC版

2015年
- 薄桜鬼SSL 〜sweet school life〜

2016年
- 怪盗夜想曲 〜ファントムノクターン〜（エドガー）
- 白猫テニス（クライヴ・ローウェル）
- 潜空のレコンキスタ（セルヒオ）

2017年
- ラファンドール国物語（テディ）
- キャプテン翼 ～たたかえドリームチーム～（弓倉宣之）

2018年
- でみめん（ヒューガルデン）

2019年
- Readyyy!（香坂安吾）
- Memories of Link（ロイド）
- 魔法使いの約束（ラスティカ）

2020年
- モンスターストライク（2020年 - 2024年、司馬昭、ハスター）

2021年
- 共闘ことばRPG コトダマン（キャノンパレード）
- エゴエフェクト：フラクタス（バーテンダー）

2022年
- 夢職人と忘れじの黒い妖精（リッシュ）
- eBASEBALLパワフルプロ野球2022（佐部利保英）
- Fit Boxing 北斗の拳 〜お前はもう痩せている〜（レイ）

2023年
- 崩壊:スターレイル

2024年
- 鳴潮（モルトフィー）

### ドラマCD
- ACTORS-Extra Edition1-feat.三毛、甲斐、千熊

（2019年）
- ひだまりが聴こえる ‐リミット‐（2020年、医師）

### BLCD
- アキハバラフォーリンラブ（2014年、オタク、不良）
- 青年発火点（2014年、同級生B）
- よるとあさの歌 Ｅｃ（2019年、日留川）
- マスターは恋を知らない（2022年、哲雄[33]）
- マイディア・エージェント（2023年、佐久間修二郎）[34]
- ふたりあそび（2023年、野田）[35]

### デジタルコミック
- VOMIC この音とまれ!（2013年）
- 妹に婚約者を取られたら、獣な王子に求婚されました〜またたびとして溺愛されてます〜（2023年、レオンハルト[36]）

### 吹き替え
- 凹凸世界（2019年、ロードレ[37]）

### ラジオ
※はインターネット配信。
- VOICE SESSION（2016年、HiBiKi Radio Station※）[38]
- &CAST!!!アワー ラブランチ!（2018年 - 、&CAST!!!※・超!A&G+※）[39]
- Readyyy! Ohhh!（2018年、音泉※）

### その他コンテンツ
- 放課後カタストロフィ（2015年、有義園ダンテ） - 単行本第1巻購入特典配信オリジナルオーディオドラマ[40][41]
- 【日本ジェネリック製薬協会】5人の勇者と5つの宣言（2020年、ピジョン4、第4の勇者[42]）
- 数学者を召喚したらイケメンだった（2020年、ローラン[43]）
- 『危険信号ゴッデス』×『老後の資金がありません！』タイアップ動画（2021年、男性[44]）
- 後宮の検屍女官 PV（2022年、延明[45]）
- デッドアカウントPV（2023年、縁城蒼吏[46]）

## ディスコグラフィ

### キャラクターソング
| 発売日   | 商品名                        | 歌 | 楽曲                                                    | 備考                     |
| 2018年   | 2018年                        | 2018年 | 2018年                                                  | 2018年                   |
| -------- | ----------------------------- | --- | ------------------------------------------------------- | ------------------------ |
| 4月14日  | Readyyy! Project              | RayGlanZ | 「GO NOW!」                                             | ゲーム『Readyyy!』関連曲 |
| 6月3日   | Readyyy! Project 第2弾        | RayGlanZ | 「すきだ」                                              | ゲーム『Readyyy!』関連曲 |
| 9月22日  | Readyyy! Project 第3弾        | RayGlanZ | 「Shining magic」                                       | ゲーム『Readyyy!』関連曲 |
| 2019年   |                               | |                                                         |                          |
| 3月27日  | Readyyy! Selections           | SP!CA、摩天ロケット、Just 4U、RayGlanZ、La-Veritta | 「Special Medley」                                      | ゲーム『Readyyy!』関連曲 |
| 8月17日  | Readyyy! 第4弾                | RayGlanZ | 「Bring it on」 「nineteen! feat.RayGlanZ -short ver-」 | ゲーム『Readyyy!』関連曲 |
| 2021年   |                               | |                                                         |                          |
| 12月22日 | Readyyy! 第5弾                | RayGlanZ | 「There's a light」                                     | ゲーム『Readyyy!』関連曲 |
| 12月22日 | RE:motion                     | SP!CA、摩天ロケット、Just 4U、RayGlanZ、La-Veritta | 「RE:motion」                                           | ゲーム『Readyyy!』関連曲 |
| 2022年   |                               | |                                                         |                          |
| 6月22日  | Readyyy! T.O.P Idol SHOW!! EP | Team Shine(柳川彗（CV: 古田一晟）, 高千穂亜樹（CV: 梅田修一朗）, 真田淳之介（CV: 服部想之介）, 綾崎小麦（CV: 安田駿）, 香坂安吾（CV: 三浦勝之） , 胡桃沢タクミ（CV: 観世智顕）) | ｢シグナル」                                             | ゲーム『Readyyy!』関連曲 |
| 2023年   |                               | |                                                         |                          |
| 7月30日  | Are you Readyyy？             | SP!CA、摩天ロケット、Just 4U、RayGlanZ、La-Veritta | 「Are you Readyyy？」                                   | ゲーム『Readyyy!』関連曲 |

## ライブ・イベント

### 合同ライブ
| 出演日             | タイトル                                                                               | 会場                             |
| ------------------ | -------------------------------------------------------------------------------------- | -------------------------------- |
| 2018年2月14日      | 『Readyyy!』プロジェクト2月14日制作発表vol.1                                           | 六本木ニコファーレ（東京都）     |
| 2018年3月14日      | 『Readyyy!』プロジェクト3月14日制作発表Vol.2                                           | 六本木ニコファーレ（東京都）     |
| 2018年4月14日      | 【セガフェス2018】『Readyyy!』ゴー☆ルドステージ Vol.0 〜僕ら、本格始動します！〜       | ベルサール秋葉原（東京都）       |
| 2018年4月28日      | 『Readyyy!』ゴー☆ルドステージ Vol.1 〜僕ら、明日に向かって歌います！〜                 | 原宿クエストホール（東京都）     |
| 2018年5月13日      | 『Readyyy!』ゴー☆ルドステージ Vol.2 〜僕ら、晴れやかにおもてなしします！〜             | よみうりホール（東京都）         |
| 2018年6月3日       | 『Readyyy!』ゴー☆ルドステージ Vol.3 〜僕ら、雨ニモマケズおもてなしします！〜           | よみうりホール（東京都）         |
| 2018年7月16日      | 『Readyyy!』ゴー☆ルドステージ Vol.4 〜僕ら、夏の太陽より熱くおもてなしします！〜       | よみうりホール（東京都）         |
| 2018年7月22日      | 『Readyyy!』ゴー☆ルドステージ Vol.4.5 〜僕ら、池袋で2日間おもてなしします！〜          | セガ池袋GiGO 7F（東京都）        |
| 2018年8月26日      | 『Readyyy!』ゴー☆ルドステージ Vol.5 〜僕ら、夜空の花火よりも盛大におもてなしします！〜 | よみうりホール（東京都）         |
| 2019年5月11日      | Readyyy! Happyyy! Partyyy! 2019                                                        | 日本消防会館（東京都）           |
| 2019年8月14日      | ディアプロ夏祭り〜OTODAMA de ソイヤ！〜                                                | OTODAMA SEA STUDIO（神奈川県）   |
| 2020年2月8日       | Readyyy! 2nd anniversary LIVE "THE NEW MOMENT"                                         | 恵比寿 The Garden Hall（東京都） |
| 2021年3月13日,14日 | Readyyy! 3rd anniversary Live “LINK THE MOMENT”                                        | Yokohama 1000 CLUB（神奈川県）   |
| 2022年2月13日      | Readyyy! 4th Anniversary Live "Twinkle of Protostars"                                  | 豊洲ピット（東京都）             |